# IC 1417
IC 1417 је спирална галаксија у сазвјежђу Водолија која се налази на листи објеката дубоког неба у Индекс каталогу.
Деклинација објекта је - 13° 8' 49" а ректасцензија 22h 0m 21,7s. Привидна величина (магнитуда) објекта IC 1417 износи 13,7 а фотографска магнитуда 14,5. IC 1417 је још познат и под ознакама MCG -2-56-3, IRAS 21576-1323, PGC 67811.